# 海老名サービスエリア

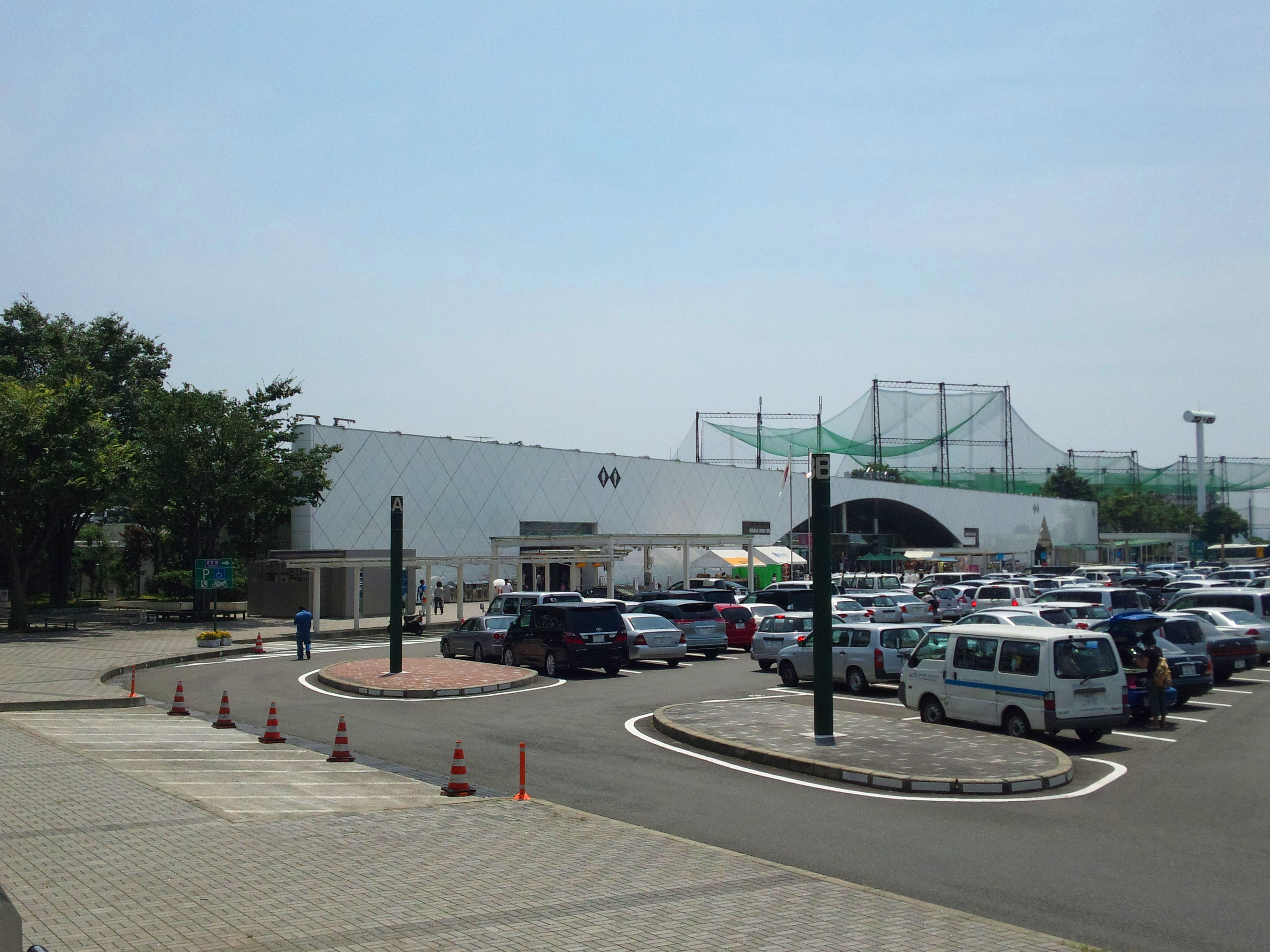
下り線施設（2012年7月）

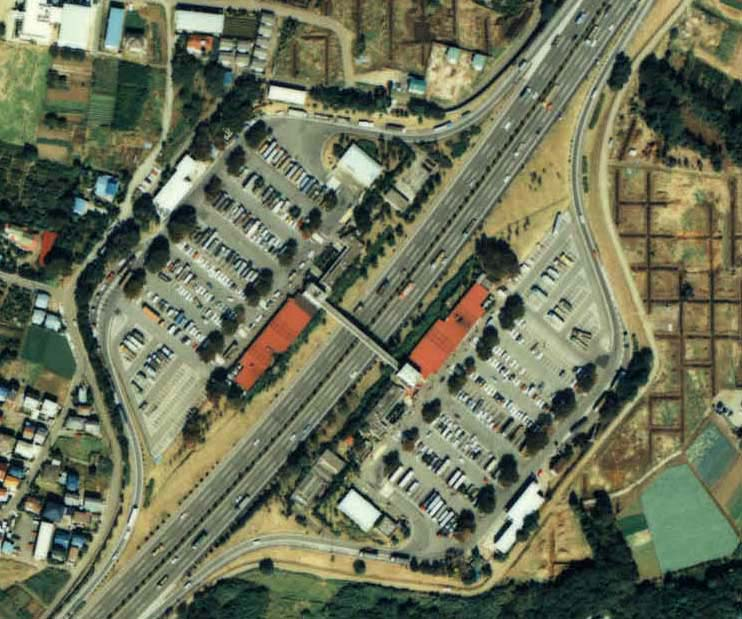
航空写真（1988年度撮影）。現在のものとは異なる建物で、本線側に位置する赤茶色の建物がレストラン、売店となっており、現在のガソリンスタンドの位置に休憩所、道路案内所（現：サービスエリア・コンシェルジュ）、ハイウェイ情報ターミナル（ビデオテックス方式）があり、上下線は陸橋により行き来することができた（現在は封鎖）。また、ガソリンスタンドは現在のレストハウスの位置にある。

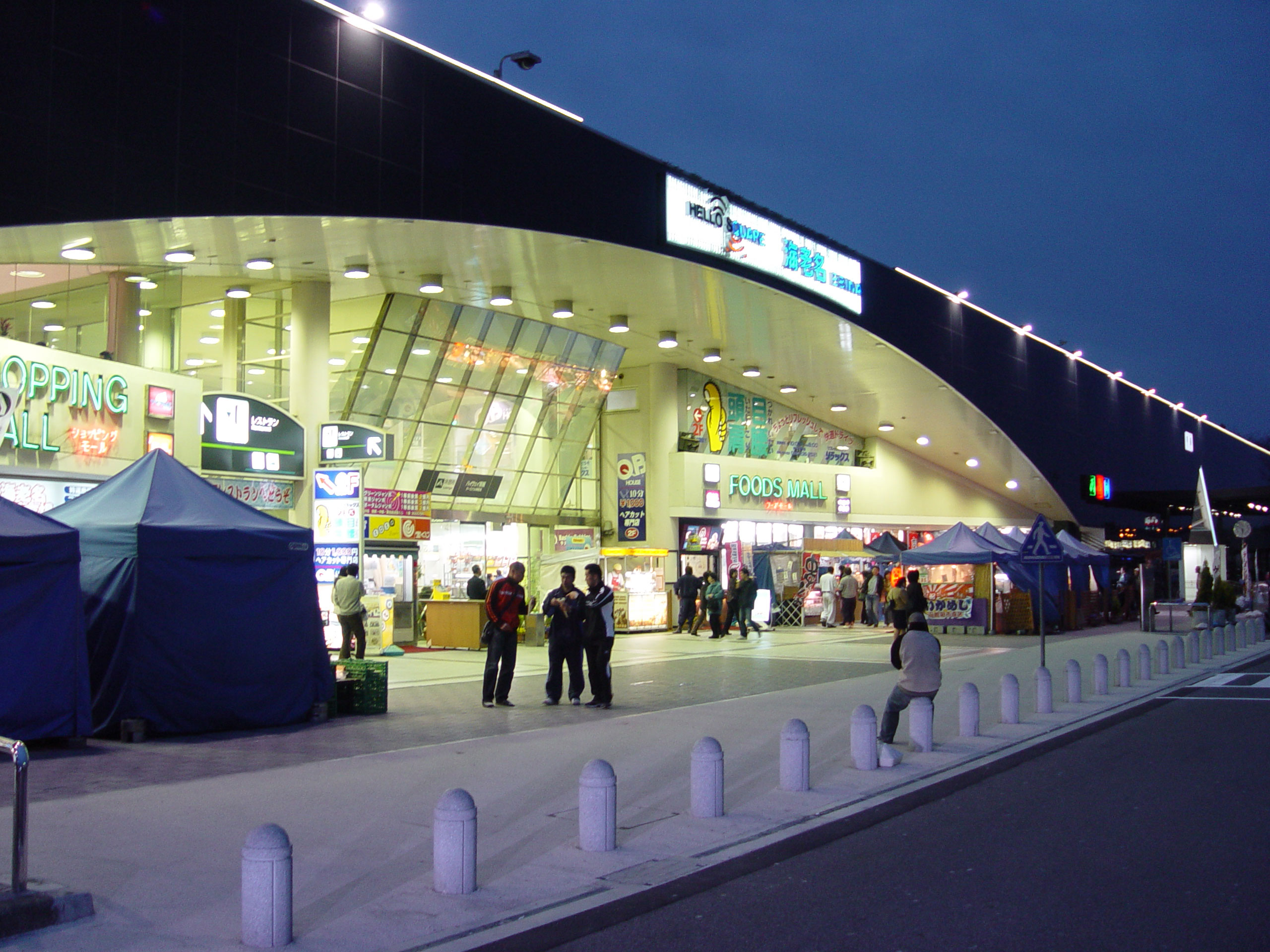
ハイウェイ交流センター運営時代の海老名サービスエリア

海老名サービスエリア（えびなサービスエリア）は、神奈川県海老名市大谷南にある、東名高速道路のサービスエリア。
神奈川県内では唯一のSAで、東京方面（下り線）からは最初の、名古屋方面から（上り線）は最後のSAとなる。

## 概要

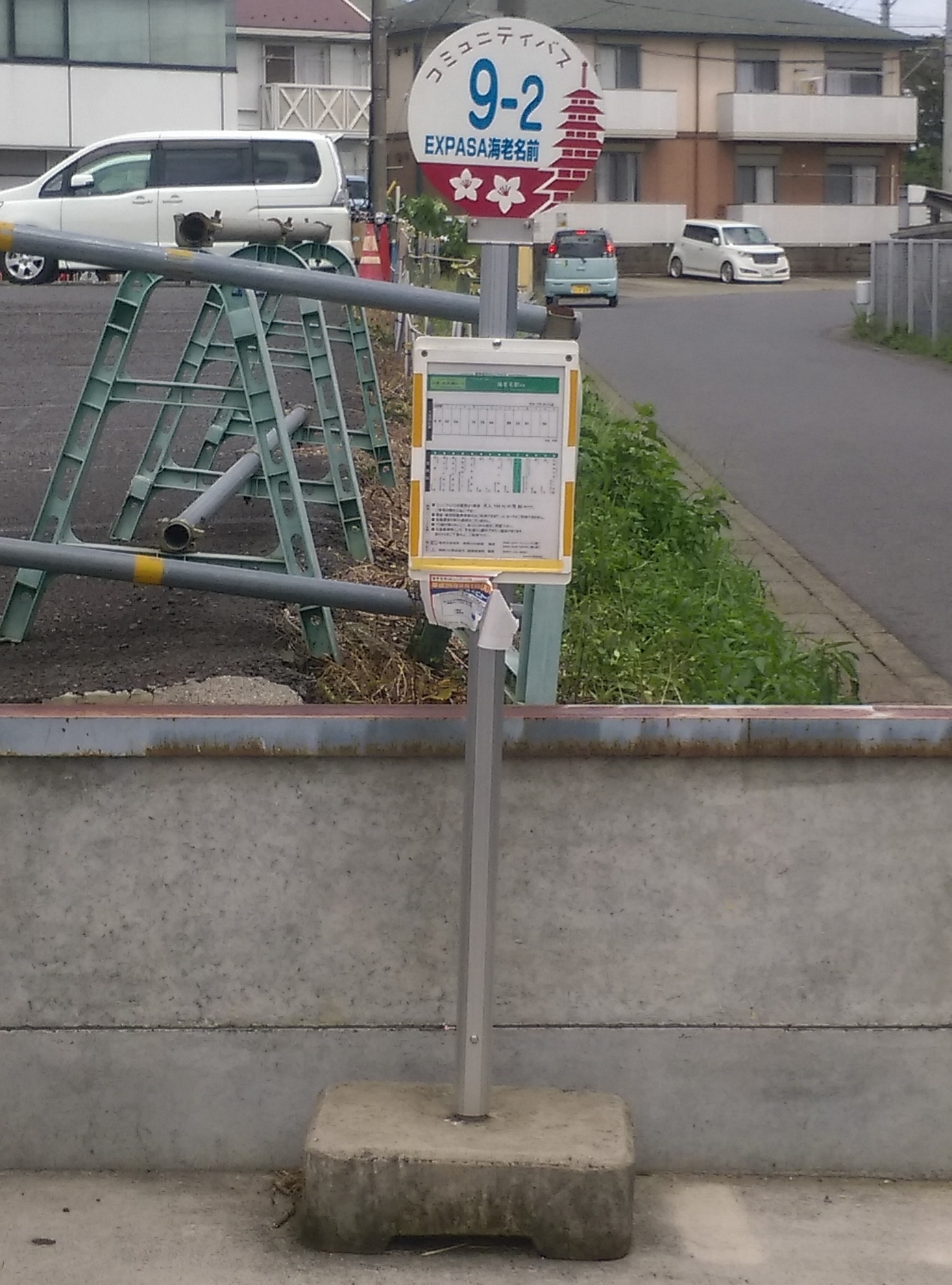
海老名市コミュニティバス「EXPASA海老名前」停留所（停留所名改称前）

東名高速道路におけるSAの間隔は、名神高速道路の実績から推して約50 km毎が理想とされたが、当SAは東京起点で約30 km地点に位置する。これは、東名高速道路開通当時、基本往復4車線の当該路線も厚木以東は6車線であり、このことから、交通量の多さを考慮して厚木よりも東側にSAを設けることになったためである。これ以西はほぼ50 km毎にSAが設けられている。なお、当SAは上下線とも一般道路から歩行者の出入りが可能で（ぷらっとパーク）、一般道上には海老名市コミュニティバス（大谷・杉久保ルート）の「EXPASA海老名上り」停留所および「EXPASA海老名下り」停留所も設けられている。
当SAの利用者数は上下線合わせて1日平均約6万人と全国で最も多く、休日の渋滞する時間帯などには駐車場がしばしば満車になる。そのため、大型バス専用の駐車帯が設定されている。また、2005年（平成17年）度のSA売上高ランキングでも当サービスエリアの下り線が1位、上り線が2位と上位を独占するなど、各店舗でも利用者数や商品販売数の多さが話題となることが多い（「その他」参照）。

## 道路
- E1 東名高速道路

## 施設
上下線ともに『EXPASA海老名』（エクスパーサえびな）の愛称が付けられている。なお、実際の運営は上り線はフジサンケイグループの株式会社フジランド、下り線はハイウェイロイヤル株式会社（ロイヤルホールディングス株式会社およびコンパスグループ・ジャパン株式会社の合弁）が行っている。

### 上り線（東京方面）
- 駐車場
  - 大型 89台
  - 小型 446台
  - 身障者用 7台
- トイレ
  - 男性 大35（和式1・洋式34）・小59
  - 女性 105（和式15・洋式90）
    - 同伴の男児用 6

  - 車椅子用 5
- ガソリンスタンド（ENEOS（ENEOSウイング）、24時間）[7]
  - 以前は千歳商会（有）（コスモ石油） → 千歳商会（株） → 中日本エクシス（株）が運営していた。
  - 2020年3月31日をもって天然ガスステーションは閉店となった[8]。
- 給電スタンド 3基（24時間）[7]
- テイクアウト[9]
  - IDEBOK（アイスクリーム、8:00 - 22:00）
  - 道頓堀くくる（たこ焼き、8:00 - 22:00）
  - 日本一（焼き鳥、惣菜、弁当、8:00 - 22:00）
  - PAOPAO（点心、8:00 - 22:00）
  - 世界一のアップルパイ 鎌倉 mille mele（ミレメーレ）（8:00 - 22:00）
  - 代官山 Candy apple（キャンディーアップル）（8:00 - 22:00）[10]
- お弁当・デリ[9]
  - 柿安（8:00 - 22:00）
  - とんかつが食べたい 湘南めし（とんかつ、8:00 - 21:00（土日祝8:00 - 22:00））
  - きっちんににぎ（8:00 - 21:00（土日祝8:00 - 22:00））
  - 崎陽軒（8:00 - 21:00（土日祝8:00 - 22:00））
  - おこわ米八（8:00 - 21:00（土日祝8:00 - 22:00））
- 食品[9]
  - 東西逸品こみち〜街道の市〜（24時間）
  - 東西逸品こみち〜相模の市〜（24時間）
  - 成城石井（スーパーマーケット、24時間）
  - かまぼこ八兵衛（24時間）
  - 鎌倉・湘南 かながわの味（24時間）
- ベーカリー[9]
  - Hakone Bakery -Select-（7:00 - 22:00）
- カフェ[9]
  - スターバックスコーヒー（7:00 - 22:00）
  - FRENCH TOAST LONCAFE（7:00 - 22:00）
- フードコート[9]
  - 壱八家 〜富嶽〜（ラーメン、24時間）
  - 富士山の国 らーめんたいざん（ラーメン、24時間）
  - M1プレート（洋食、24時間）
  - 定食屋がってん かながわの肴（さかな）（24時間）
  - 蕎麦・天麩羅 そじ坊（24時間）[11]
- レストラン[9]
  - おぼんdeごはん（10:00 - 22:00（ラストオーダー21:30））
- エリア･コンシェルジュ・FAXサービス（平日9:00 - 20:00、土日祝9:00 - 21:00）[7]
- ハイウェイ情報ターミナル[7]
- ぷらっとパーク（【第1駐車場】29台（身障者用1台）・24時間、【第2駐車場】25台・平日9:00 - 18:00、土日祝8:30 - 18:00、【第3駐車場】37台・平日9:00 - 18:00、土日祝8:30 - 18:00）[7]
  - シェアサイクルステーション「SHONAN PEDAL」[12]
- 自動販売機[7]
- 宝くじコーナー（9:00 - 19:00）[7]
- ベビーコーナー[7]
- 郵便ポスト（綾瀬郵便局）[7]
- みずほ銀行ATM（キャッシュカードのみ対応）  ）[7]（平日24時間（月曜7:00 - 24:00）、土曜0:00 - 22:00（第1・4土曜3:00 - 5:00使用不可）、日曜・祝日8:00 - 21：00）

### 下り線（名古屋方面）
- 駐車場
  - 大型 98台
  - 小型 528台
  - 身障者用 8台
- トイレ
  - 男性 大35（和式1・洋式34）・小60
  - 女性123 （和式14・洋式109）
    - 同伴の男児用 6

  - 車椅子用 5
- ガソリンスタンド（ENEOS（日星コーポレーション）、24時間）[13]
  - 以前は日星石油（ESSO）が運営していた。
- 給電スタンド 3基（24時間）[13]
- テイクアウト[14]
  - サーティワンアイスクリーム（8:00 - 20:00）
  - うまいもの横丁（8:00 - 18:00）
  - 旬彩キッチン 塩の蔵 テイクアウトコーナー（10:00 - 19:00）
  - 小田原吉匠（平日9:00 - 19:00、土日祝日8:00 - 20:00）
  - 海老名茶屋（8:00 - 20:00）
- フードコート[14]
  - カルビーキッチン（7:00 - 21:00）
  - うすいファーム（10:00 - 22:00）
  - 豊洲食堂（7:00 - 22:00）
  - なんつッ亭（24時間）
  - こめらく 海鮮茶漬けとおむすびと。（7:00 - 21:00）
  - 吉野家（24時間）
  - 芝大門 更科布屋（24時間）
  - 海老名 麺's ROAD（24時間）
  - ROYAL sweets（24時間）
  - JB’s TOKYO（10:00 - 22:00）[15]
- レストラン[14]
  - 旬彩キッチン 潮の蔵（10:00 - 22:00）
- カフェ[14]
  - RE:Coffee（7:00 - 22:00）
- おみやげ[14]
  - SASTAR1（24時間）
  - SASTAR2（24時間）
- ベーカリー[14]
  - メロンパン「ぽるとがる」（パン、6:00 - 20:00）
- エリア･コンシェルジュ・FAXサービス（平日8:00 - 19:00、土日祝8:00 - 20:00）[13]
- ハイウェイ情報ターミナル[13]
- ぷらっとパーク（小型車13台、身障者用1台）[13]
  - シェアサイクルステーション「SHONAN PEDAL」[12]
- 自動販売機[13]
- 宝くじコーナー（9:00 - 17:00）[13]
- ベビーコーナー[13]
- 郵便ポスト（綾瀬郵便局）[13]
- みずほ銀行ATM （キャッシュカードのみ対応）[16]（平日24時間（月曜7:00 - 24:00）、土曜0:00 - 22:00（第1・4土曜 3:00 - 5:00使用不可）、日曜・祝日8:00 - 21:00）[13]

## 海老名メロンパン
海老名サービスエリアでは下り線にあるベーカリー「ぽるとがる」の「海老名メロンパン」が名物となっている。メロンの香りが強く外側はしっとりとしたクッキー生地、内側は薄い緑色でふわふわとした生地になっている。1993年の発売当初は目立たない存在であったが、バス運転手やバスガイドの休憩所に試食を置いたところ観光バスの車内で「海老名SAの名物はメロンパン」と宣伝しはじめ、そこから口コミによって広まり現在では休日になると行列ができるほどの人気となっている。2018年には48時間で2万7503個を販売、「48時間以内で最も多く売れた焼きたて菓子パンの数」としてギネス世界記録に登録されている。

## テレビ番組
- 日経スペシャル ガイアの夜明け 日本の動脈に商機あり～民営化２年･･･サービスエリアの攻防～（2008年2月5日、テレビ東京）[20] - 海老名と足柄のサービス合戦を取材。

## その他
- 上り線は本線合流後の合流車線が約3.1 km先（綾瀬SICの先）まで延長されている。
- テレビ東京系『出没!アド街ック天国』の「高速サービスエリアスペシャル」（2005年12月24日放送）で第1位を獲得した。
- 下り線に設置の吉野家は、全国の同店の中でも売上が毎年上位にランクされる。なお用意されるメニューは通常店舗より少ない。
- 1974年1月5日、下り線で暴走族約200人による乱闘が発生。火炎瓶が投げられるなど騒乱状態に陥った[21]。
- いきものがかりの水野良樹は、大学時代に当エリア下り線でアルバイトをしていた。

## 近隣PA、ICなど
E1 東名高速道路
港北PA - (4)横浜町田IC - (4-1)綾瀬SIC/BS - 海老名SA - (4-2)海老名JCT - (5)厚木IC - (5-1)伊勢原JCT - (5-2)秦野中井IC - 中井PA